# 윌리엄 글래서

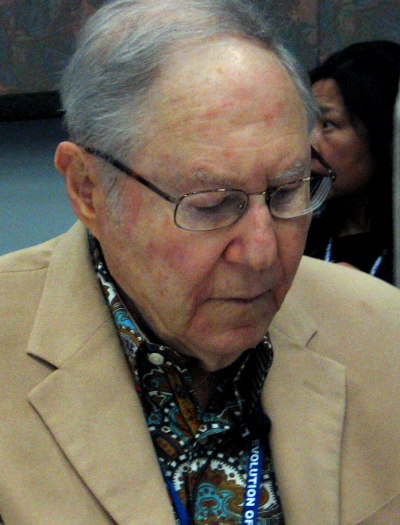

윌리엄 글래서(William Glasser 1925년 5월 11일 – 2013년 8월 23일)는 미국 정신과 의사이자 심리학자였다. 글래서(Glasser)는 에드워즈 데밍(W. Edwards Deming)의 작업 아이디어, 현실치료(Reality Therapy) 및 선택 이론의 개발자였다. 개인 상담, 업무 환경 및 학교에 대한 그의 혁신은 개인 선택, 개인 책임 및 개인 변화를 강조한다. 글래서(Glasser)는 정신과적 증후군을 "질병"으로 분류하고 정신 장애를 치료하기 위해 향정신성 약물을 처방하는 데 초점을 맞추는 기존의 주류 정신과 의사에 반대하는 입장을 취한 것으로 유명하다.  이러한 그의 입장은  현실치료(Reality Therapy)로서 널리 알려졌다.

## 선택이론
선택이론(choice theory)이라는 용어는 이 책의 저자인 윌리엄 글래서(William Glasser), MD의 작업으로, 심리학과 상담 분야에서 약 50년의 이론과 실습을 쌓아온 정점으로 알려져있다.

## 같이 보기
- 빅토르 프랑클